# Сатанинська паніка
Сатани́нська па́ніка (англ. Satanic panic) — соціальний феномен у США 1980-х років, що полягає в масової істерії, коли люди були впевнені в існуванні масштабної мережі сатаністів, які викрадають, катують і вбивають дітей. Паніку підкріпила низка резонансних кримінальних справ, де вину за злочини громадськість покладала на сатаністів. Деякі соціологи розглядають феномен 1980-х як приклад громадської моральної паніки (англ. moral panic). До цього дня в різних країнах є значне (але не відоме достеменно) число людей, які вірять в існування широкої організованої мережі спільнот, що виконують сатанинські жертвопринесення. У 1992 році ФБР провело спеціальне розслідування й офіційно заявило, що сатанинської змови не існує.

## Історія

### Передумови
Діяльність культу Менсона наприкінці 1960-х завершилася серією вбивств влітку 1969 року, які шокували американське суспільство. Того ж року окультист Антон Ла-Вей опублікував свій філософський трактат «Сатанинська біблія», що був плагіатом кількох джерел. Трактат став основоположним твором сучасного сатанізму та ключовим текстом для Церкви Сатани, яку Ла-Вей заснував у 1966 році. В 1971 році Вільям Пітер Блатті опублікував популярний роман «Екзорцист», екранізація якого відбулася 1973 року. Стверджуючи, що «Екзорцист» заснований на реальних подіях, автор запевнив широкі маси в існуванні демонів, а популярний спіритичний аксесуар, дошку Віджа, описав як пристрій, здатний спричиняти одержимість. Потім у 1972 році вийшла книга «Продавець Сатани» — сфабриковані мемуари християнського проповідника Майка Варнке, де той розповідав про своє дитинство та молодість, що нібито пройшли в інтенсивному сатанинському поклонінні. Варнке писав, що він служив сатанинським першосвященником і займався, серед іншого, ритуальними сексуальними оргіями. Публікація «Сатанинських ритуалів» Ла-Вея, також у 1972 році, підтвердила думку про те, що окультні відправи стали звичною частиною життя багатьох американців. Хоча різанина в Джонстауні 1978 року не мала зв'язку з сатанізмом, трагедію пов'язали з окультизмом.
У 1970-х роках з'явилися інші самопроголошені колишні сатаністи — Джон Тодд, Гершел Сміт і Девід Генсон, — які запевняли, що світом керують сатанинські культи. Включно з Варнке, усі четверо виросли в Південній Каліфорнії та отримали підтримку правих християнських фундаменталістів. Тодда підтримав творець християнських буклетів Джек Чік, який використав його сфабриковані заяви як основу для численних коміксів проти сатанізму. Варнке понад десять років видавав себе за «експерта» з сатанізму для фундаментальної євангельської християнської громади, видаючи більшу частину свого вигаданого дитинства за зразок того, як працює «справжній» сатанізм. У 1980 році фальшиві мемуари Лоуренса Паздера та його дружини Мішель Сміт «Мішель пам'ятає» стали скандальним бестселером, що описував нібито Мішель під гіпнозом пригадала як над нею вчиняла насильство в дитинстві Церква Сатани. Книга вирішально вплинула на американське суспільство, посіявши підозри, що сусіди чи вихователі можуть виявитися таємними сатаністами.
Захоплення окультизмом збіглося з діяльністю кількох серійних вбивць: Зодіака, Теда Банді, Джона Вейна Гейсі, душителів із Гіллсайду і Девіда Берковіца. Частина з них самі виходили на контакт з пресою, щоб поглузувати з беззахисних людей і прославитися. Відчуттю постійної небезпеки сприяло тиражування фото зниклих людей.
Президентство Рейгана було часом економічного зростання, а також зростання щільності населення, урбанізації та розвитку моделі сім'ї з подвійним доходом. Як наслідок, багато людей були змушені менше уваги приділяти вихованню дітей особисто, і лишалися стурбовані збереженням традиційної нуклеарної сім'ї. Проповідники-фундаменталісти, такі як Джеррі Фолвелл і його Моральна більшість, заснована в 1979 році, здобули популярність по всій країні. Євангельські документальні фільми, такі як «Пекельні дзвони», намагалися пов'язати рок-музику з окультизмом, тоді як «християнське фентезі», як у автора бестселерів Френка Перетті, соціальні проблеми реального світу зображало як закулісся війни між янголами та демонами.

### Розвиток паніки
Перша хвиля сатанинської паніки пов'язана з чутками про діяльність сатаністів в окрузі Керн, штат Каліфорнія, в 1980 році. У Бейкерсфілді соціальні працівники, які читали «Мішель пам'ятає», дізналися від двох місцевих дітей про таємний сатанинський осередок і змусили дітей сфабрикувати свідчення про злочини осередку. Між 1984 і 1986 роками розслідування заяв призвело до того, що 26 осіб було ув'язнено за взаємопов'язаними вироками, незважаючи на відсутність речових доказів. Зрештою майже всі ці вироки були скасовані, включно з вироком щодо одного чоловіка, який відсидів 20 із 40 років ув'язнення, а також вироки двом батькам, які були засуджені до 240 років ув'язнення після того, як їхні сини звинуватили їх у насильстві. В цілому читачі книги «Мішель пам'ятає» подали понад 12 тис. непідкріплених доказами свідчень про ритуальне насильство.
Багато занепокоєння стосувалося настільної гри Dungeons and Dragons. Воно зосереджувалося на ідеї, що гра нібито могла вплинути на молодь, позбавивши можливості відрізнити фантазію від реальності. Релігійні діячі порівнювали грання в Dungeons & Dragons із поклонінням демонам через присутність у грі вигаданих богів. Стверджувалося навіть, що якщо персонаж помре в грі, то гравець може бути доведений до самогубства. Ймовірно, цим чуткам сприяла втеча з дому підлітка Джеймса Егберта та його самогубство в 1980 році, а також Ірвінга Лі Пуллінга. Мати Ірвінга, Патрисія Пуллінг, була переконана, що причиною смерті її сина є Dungeons & Dragons, і що на сина було накладено прокляття директором компанії TSR, яка випускала гру. Письменниця Рона Яффе видала в 1981 році книгу «Лабіринти і Чудовиська», що слугувала своєрідним попередженням про «небезпеку» Dungeons & Dragons. У 1982 році книгу екранізували як телефільм.
У 1983 році один із батьків звинуватив співробітника дитячого садка «МакМартін» у Мангеттен-Біч в насильстві. Під час розслідування поліція дозволила неліцензованому психотерапевту Кі Макфарлейну провести обстеження 400 дітей, які відвідували заклад. Макфарлейн використовував «анатомічно правильних» ляльок при опитуванні дітей, в результаті чого 41 дитина висунула загалом 321 звинувачення у жорстокому поводженні проти семи працівників дитячого садка. Серед звинувачень були такі, як описи таємних підземних тунелів, які вели до камер, у яких працівники садка нібито приносили дітей у жертву, змивали дітей в унітази, перетворювалися на відьом і літали. Поліція надіслала листа приблизно 200 родинам з проханням допомогти у розслідуванні. Почалася навала дзвінків про випадки насильства. Влада попросила терапевтів допомогти опитати сотні дітей. Їх допитували годинами, часто ставлячи навідні запитання. Кожна інституція — поліція, прокуратура, психологи, медіа — тиснула одні на інших. Після шести років розслідування та п'ятирічного судового розгляду справа зрештою закрилася через брак доказів. Будівля садка «МакМартін» була знесена в 1990 році.
До середини 1980-х по США відбулися численні семінари, випускалися посібники та освітні відео для представників влади та євангелістів на тему розпізнавання сатанинських культів і боротьби з ними. Правоохоронні органи в Ель-Пасо, штат Техас, відвідували семінари, які вели здебільшого інші поліцейські, терапевти, проповідники, котрі стверджували, що вони колишні сатанинські первосвященики або жертви сатанинських ритуалів. На заходах поширювалися чутки про гадані сатанинські знаки, пропонувалися списки сатанинських організацій.
У квітні 1985 року тисячі людей написали звинувачення проти корпорації Procter & Gamble з приводу її листівок, на яких, як багатьом здавалося, зображений диявол. Деякі позови розглядали аж до 2007 року, що змусило компанію змінити логотип.
У травні 1985 року програма новин «20/20» опублікувала сюжет про поклоніння Сатані, в якому описувалося калічення тварин, «що явно використовувалося в якомусь дивному ритуалі», стверджувалося, що рок-музика «пов'язана з поклонінням дияволу», згадувалися «сатанинські графіті» та зворотні повідомлення в популярних піснях. Через три роки NBC замовив власний випуск, який вів Джеральдо Рівера, описуючи жахливі злочини сатаністів, показував свідчення дітей про насильство та брав інтерв'ю в Оззі Осборна. Випуск подивилися в майже 20 млн домівок. У 1988 році документальний фільм Джеральдо Рівери «Поклоніння дияволу: викриття підпілля сатани» став документальним фільмом з найвищим рейтингом, який транслювався на той час.
Спаданню паніки посприяв дедалі ширший скептицизм щодо правдивості звинувачень на початку 1990-х. У 1992 році Міністерство юстиції розвінчало міф про культ сатанинського ритуального насильства. Випускалися розвінчання сфальшованих свідчень, вибачення Джеральдо Рівери 1995 року та документальний фільм HBO 1995 року про справу щодо «МакМартін» допомогли громадськості стати більш скептичною до ідеї про таємну мережу сатаністів. Але хоча до середини 1990-х років звинувачення в сатанинських ритуалах за участю дітей майже зникли, правоохоронні органи продовжували розглядати сатаністів як потенційних злочинців.

## Наслідки
Хоча більшість справ про насильство над дітьми в сатанинських ритуалах зрештою призвели до скасування вироків, станом на 2021 рік принаймні три людини все ще відбували ув'язнення за злочини, яких, швидше за все, ніколи не скоювали.
Сатанинська паніка зумовила багаторічне переслідування гравців у Dungeons and Dragons і шанувальників рок-музики. Так, ширилися чутки начебто рок-пісні містять таємні сатанинські послання, здатні активувати приховані особистості людей, аби вони несвідомо займалися вбивствами, проституцією, поширенням наркотиків і створенням дитячої порнографії.
У 2007 році вбивство Мередіт Керчер у Перуджі, Італія, призвело до судового процесу, в якому Аманда Нокс звинувачувалася в намірі провести «сексуальний і жертовний обряд» після Хелловіну. Нокс провела 4 роки у в'язниці; після апеляції її було двічі виправдано, востаннє — у 2015 році.
Елементи вірувань часів сатанинської паніки запозичив рух QAnon, який стверджує про існування таємної мережі педофілів або канібалів серед демократів у США. При цьому президент Дональд Трамп часто описувався як рятівник і борець проти цієї змови.

## Сатанинська паніка за межами США
Сполучене Королівство. В 1987 році у Сполученому Королівстві з'явились статті щодо жорстокого поводженням з дітьми в Клівленді та Ноттінгемі, що зажили слави «британського „МакМартіна“». Запрошені американські доповідачі вели конференції, поширювали брошури. Ноттінгемське розслідування призвело до висунення кримінальних звинувачень у жорстокому поводженні з дітьми, яке, втім, не мало нічого спільного з сатанинськими ритуалами.
Канада. В 1992 році жінка в Мартенсвіллі, Саскачеван, заявила, що місцева нянька здійснила сексуальне насильство над її дитиною. Поліція почала розслідування, і це призвело до хвилі з понад 100 звинуваченнями, пов'язаними з керуванням сатанинським культом під назвою «Братство Барана», який нібито практикував ритуальне сексуальне насильство над великою кількістю дітей у «церкві диявола». За результатами розслідування одного чоловіка визнали винним у розбещенні, але не в сексуальному насильстві. Оперативна група Канадської королівської кінної поліції дійшла висновку, що початкове розслідування було вмотивоване «емоційною істерією». Як виявилося, опитування дітей проводилося неправильно: запитання були навідними, а дітей хвалили за викривальні відповіді. В 2003 році відповідачі подали до суду за неправомірне переслідування та домоглися грошових компенсацій.
Єгипет. У середині 1990-х в Єгипті таблоїди, такі як «Руз Аль-юсуф», почали публікувати статті про субкультури з поклоніння Сатані та ритуали, що поширюються серед підлітків і молоді середнього та вищого середнього класу, пов'язуючи це з музикою жанру важкий метал, певними символами та графіті. Оригінальна стаття, опублікована 11 листопада 1996 року, отримала неодноразові наслідування. Зрештою спецслужби здійснили обшуки в домівках деяких підозрюваних, конфіскували публікації, касети та компакт-диски, змусили їх зробити короткі зачіски та відправили на релігійні курси перш ніж звільнити.
Росія. В Росії в середині 1990-х у пресі з'являлися матеріали про осквернення могил, що приписувалося сатаністам, і нібито ритуальні вбивства. Поширилися чутки, начебто сатаністи «витягують енергію» з людей за допомогою прихованих фото хворих людей, кладовищ, частин тіла (осучаснена легенда про «адописні ікони»).

## Оцінки явища
Американський біохімік Стенлі Коен, який запровадив термін «моральна паніка», назвав сатанинську паніку «одним із найчистіших випадків моральної паніки». Дослідження антропологів і соціологів не виявили свідчень реальності сатанинського ритуального насильства; натомість вони дійшли висновку, що чутки про нього поширювалися «гайпом у засобах масової інформації, християнським фундаменталізмом, фахівцями з психічного здоров'я та правоохоронними органами, а також виправдовувачами жорстокого поводження з дітьми». Соціологи та журналісти відзначили затятість, із якою деякі євангельські християнські активісти та групи використовували заяви щодо сатанинського ритуального насильства для досягнення власних релігійних і політичних цілей. Справжні рідкісні злочини, які можна назвати «сатанинськими», не доводять існування змови або мережі релігійно вмотивованих насильників над дітьми.
Опитування 12 000 випадків передбачуваного сатанинського насильства над дітьми виявило, що у більшості з гаданих жертв був дисоціальний розлад особистості, або посттравматичний стресовий розлад. Психіатр Філіп Кунс зазначав, що вивчення сатанинського насильства здебільшого відбувалося з порушенням процедури: пацієнтів утримували разом і вони могли ділитися своїми враженнями, а гіпноз, який застосовувався для пригадування, не є гарантією правдивості спогадів.
Соціолог Джеффрі Віктор писав у 2022 році, що до сатанинської паніки були причетні люди з фундаменталістських протестатських спільнот, котрі вже вірили в існування Сатани, тоді як представники інших релігій і культур не вірили чуткам про ритуальне насильство сатаністів. Віру в такі чутки слід розглядати як «консенсусне підтвердження реальності»: коли люди в певній комунікаційній мережі чують ті самі історії знову і знову або неодноразово читають про них, це стає їхньою реальністю та сприяє спільному почуттю єдності. Ефективним засобом боротьби з поширенням таких і подібних чуток є навішування негативних ярликів на тих, хто ці чутки поширює, як це вже доведено прикладами іншим моральних панік.